# 崔元儒
崔元儒（?—?），唐朝官员，出身于博陵崔氏大房，祖父崔浑之。父亲崔儆，唐德宗贞元年间官至尚书左丞。
崔元儒的哥哥崔元略、崔元受、崔元式，都是举进士中第。崔元略官至義成節度使，崔元式在唐宣宗年间出任宰相。崔元儒在元和五年（810年）登进士第。《新唐书·宰相世系表》记载崔锴为崔元儒的儿子，《旧唐书》本传却记载崔锴是崔元式之子，仕至京兆尹。